# Rallye d'Argentine 2012
Le Rallye d'Argentine 2012 est le 5e rallye du Championnat du monde des rallyes 2012.

## Résultats

### Classement final
| Rang              | Pilote            | Copilote             | Voiture            | Temps             | Écart             | Points            |
| Toutes catégories | Toutes catégories | Toutes catégories    | Toutes catégories  | Toutes catégories | Toutes catégories | Toutes catégories |
| ----------------- | ----------------- | -------------------- | ------------------ | ----------------- | ----------------- | ----------------- |
| 1.                | Sébastien Loeb    | Daniel Elena         | Citroën DS3 WRC    | 5 h 34 min 38 s 8 |                   | 25                |
| 2.                | Mikko Hirvonen    | Jarmo Lehtinen       | Citroën DS3 WRC    | 5 h 34 min 54 s 0 | 15 s 2            | 20 = 18 + 2*      |
| 3.                | Mads Østberg      | Jonas Andersson      | Ford Fiesta RS WRC | 5 h 37 min 49 s 2 | 3 min 10 s 4      | 15                |
| 4.                | Martin Prokop     | Zdeněk Hrůza         | Ford Fiesta RS WRC | 5 h 44 min 24 s 1 | 9 min 45 s 3      | 12                |
| 5.                | Thierry Neuville  | Nicolas Gilsoul      | Citroën DS3 WRC    | 5 h 45 min 56 s 4 | 11 min 17 s 6     | 10                |
| 6.                | Petter Solberg    | Chris Patterson      | Ford Fiesta RS WRC | 5 h 46 min 41 s 0 | 12 min 02 s 2     | 11 = 8 + 3*       |
| 7.                | Sébastien Ogier   | Julien Ingrassia     | Škoda Fabia S2000  | 5 h 47 min 04 s 1 | 12 min 25 s 3     | 6                 |
| 8.                | Evgeny Novikov    | Denis Giraudet       | Ford Fiesta RS WRC | 5 h 55 min 49 s 0 | 21 min 10 s 2     | 4                 |
| 9.                | Nasser Al-Attiyah | Giovanni Bernacchini | Citroën DS3 WRC    | 6 h 03 min 01 s 4 | 28 min 22 s 6     | 3 = 2 + 1*        |
| 10.               | Ott Tänak         | Kuldar Sikk          | Ford Fiesta RS WRC | 6 h 11 min 58 s 3 | 37 min 19 s 5     | 1                 |

* : points attribués dans la spéciale télévisée

### Spéciales chronométrées
| Étape             | Spéciale | Heure   | Nom                            | Distance | Vainqueur        | Temps         | Pilote en tête |
| ----------------- | -------- | ------- | ------------------------------ | -------- | ---------------- | ------------- | -------------- |
| Leg 1 (26–27 Apr) | ES1      | 20 h 08 | SSS Amarok 1                   | 6,04 km  | Petter Solberg   | 4 min 54 s 9  | Petter Solberg |
| Leg 1 (26–27 Apr) | ES2      | 07 h 28 | La Pampa / La Pampa 1          | 37,51 km | Sébastien Loeb   | 23 min 12 s 5 | Petter Solberg |
| Leg 1 (26–27 Apr) | ES3      | 08 h 21 | Ascochinga / Agua de Oro 1     | 51,88 km | Petter Solberg   | 37 min 50 s 7 | Petter Solberg |
| Leg 1 (26–27 Apr) | ES4      | 12 h 46 | La Pampa / La Pampa 2          | 37,51 km | Sébastien Loeb   | 22 min 56 s 3 | Mikko Hirvonen |
| Leg 1 (26–27 Apr) | ES5      | 13 h 39 | Ascochinga / Agua de Oro 2     | 51,88 km | Sébastien Loeb   | 37 min 21 s 8 | Sébastien Loeb |
| Leg 1 (26–27 Apr) | ES6      | 17 h 23 | Cosquin / Villa Allende        | 19,18 km | Mikko Hirvonen   | 13 min 36 s 7 | Sébastien Loeb |
| Leg 2 (28 Apr)    | ES7      | 08 h 30 | San Agustin / Santa Rosa 1     | 20,18 km | Sébastien Loeb   | 12 min 41 s 3 | Sébastien Loeb |
| Leg 2 (28 Apr)    | ES8      | 09 h 18 | Amboy / Santa Monica 1         | 20,33 km | Mikko Hirvonen   | 10 min 40 s 5 | Sébastien Loeb |
| Leg 2 (28 Apr)    | ES9      | 10 h 31 | Intiyaco / Golpe de Agua 1     | 39,74 km | Mikko Hirvonen   | 22 min 48 s 1 | Sébastien Loeb |
| Leg 2 (28 Apr)    | ES10     | 14 h 44 | San Agustin / Santa Rosa 2     | 20,18 km | Petter Solberg   | 12 min 32 s 3 | Sébastien Loeb |
| Leg 2 (28 Apr)    | ES11     | 15 h 32 | Amboy / Santa Monica 2         | 20,33 km | Petter Solberg   | 10 min 30 s 4 | Sébastien Loeb |
| Leg 2 (28 Apr)    | ES12     | 16 h 45 | Intiyaco / Golpe de Agua 2     | 39,74 km | Petter Solberg   | 22 min 36 s 2 | Sébastien Loeb |
| Leg 2 (28 Apr)    | ES13     | 20 h 08 | SSS Amarok 2                   | 6,04 km  | Thierry Neuville | 4 min 49 s 4  | Sébastien Loeb |
| Leg 3 (29 Apr)    | ES14     | 08 h 00 | Matadero / Ambul               | 65,74 km | Petter Solberg   | 38 min 16 s 0 | Sébastien Loeb |
| Leg 3 (29 Apr)    | ES15     | 09 h 51 | Mina Clavero / Giulio Cesare 1 | 17,41 km | Petter Solberg   | 15 min 38 s 1 | Sébastien Loeb |
| Leg 3 (29 Apr)    | ES16     | 10 h 32 | El Condor / Copina             | 16,32 km | Petter Solberg   | 13 min 17 s 5 | Sébastien Loeb |
| Leg 3 (29 Apr)    | ES17     | 14 h 07 | Mina Clavero / Giulio Cesare 2 | 17,41 km | Petter Solberg   | 15 min 29 s 3 | Sébastien Loeb |
| Leg 3 (29 Apr)    | ES18     | 14 h 48 | El Condor / Casilla Negra      | 11,16 km | Petter Solberg   | 9 min 37 s 6  | Sébastien Loeb |
| Leg 3 (29 Apr)    | ES19     | 15 h 21 | Copina (Power stage)           | 4,15 km  | Petter Solberg   | 2 min 32 s 9  | Sébastien Loeb |

## Classements au championnat après l'épreuve

### Classement des pilotes
Selon le système de points en vigueur, les 10 premiers équipages remportent des points, 25 points pour le premier, puis 18, 15, 12, 10, 8, 6, 4, 2 et 1.
| Rang | Pilote                   | Rallyes | Rallyes | Rallyes | Rallyes | Rallyes | Rallyes | Rallyes | Rallyes | Rallyes | Rallyes | Rallyes | Rallyes | Rallyes | Total points |
| Rang | Pilote                   | MON     | SUE     | MEX     | POR     | ARG     | GRE     | NZL     | FIN     | GER     | GBR     | FRA     | ITA     | ESP     | Total points |
| ---- | ------------------------ | ------- | ------- | ------- | ------- | ------- | ------- | ------- | ------- | ------- | ------- | ------- | ------- | ------- | ------------ |
| 1er  | Sébastien Loeb           | 283     | 113     | 272     | Ab.     | 25      | -       | -       | -       | -       | -       | -       | -       | -       | 91           |
| 2e   | Petter Solberg           | 15      | 142     | 183     | 15      | 113     | -       | -       | -       | -       | -       | -       | -       | -       | 73           |
| 3e   | Mikko Hirvonen           | 142     | 18      | 18      | Dq.     | 202     | -       | -       | -       | -       | -       | -       | -       | -       | 70           |
| 4e   | Mads Ostberg             | -       | 15      | 131     | 25      | 15      | -       | -       | -       | -       | -       | -       | -       | -       | 68           |
| 5e   | Evgeny Novikov           | 111     | 10      | Ab.     | 18      | 4       | -       | -       | -       | -       | -       | -       | -       | -       | 43           |
| 6e   | Jari-Matti Latvala       | Ab.     | 261     | Ab.     | 2       | -       | -       | -       | -       | -       | -       | -       | -       | -       | 28           |
| 7e   | Martin Prokop            | 2       | 2       | -       | 10      | 12      | -       | -       | -       | -       | -       | -       | -       | -       | 26           |
| 8e   | Nasser Al-Attiyah        | -       | 0       | 8       | 12      | 31      | -       | -       | -       | -       | -       | -       | -       | -       | 23           |
| 9e   | Dani Sordo               | 18      | Ab.     | -       | 3       | Ab.     | -       | -       | -       | -       | -       | -       | -       | -       | 21           |
| 10e  | Ott Tänak                | 4       | Ab.     | 10      | 1       | 1       | -       | -       | -       | -       | -       | -       | -       | -       | 16           |
| 11e  | Sébastien Ogier          | Ab.     | 0       | 4       | 6       | 6       | -       | -       | -       | -       | -       | -       | -       | -       | 16           |
| 12e  | Thierry Neuville         | Ab.     | 0       | 0       | 4       | 10      | -       | -       | -       | -       | -       | -       | -       | -       | 14           |
| 13e  | François Delecour        | 8       | -       | -       | -       | -       | -       | -       | -       | -       | -       | -       | -       | -       | 8            |
| 14e  | Dennis Kuipers (en)      | -       | -       | -       | 8       | -       | -       | -       | -       | -       | -       | -       | -       | -       | 8            |
| 15e  | Armindo Araujo           | 1       | 0       | 6       | 0       | Ab.     | -       | -       | -       | -       | -       | -       | -       | -       | 7            |
| 16e  | Henning Solberg          | 0       | 6       | Ab.     | -       | -       | -       | -       | -       | -       | -       | -       | -       | -       | 6            |
| 17e  | Pierre Campana           | 6       | -       | -       | -       | -       | -       | -       | -       | -       | -       | -       | -       | -       | 6            |
| 18e  | Patrik Sandell           | -       | 4       | -       | Ab.     | -       | -       | -       | -       | -       | -       | -       | -       | -       | 4            |
| 19e  | Ken Block                | -       | -       | 2       | -       | -       | -       | -       | -       | -       | -       | -       | -       | -       | 2            |
| 20e  | Jari Ketomaa             | -       | Ab.     | -       | 2       | -       | -       | -       | -       | -       | -       | -       | -       | -       | 2            |
| 21e  | Eyvind Brynildsen        | -       | 1       | -       | -       | -       | -       | -       | -       | -       | -       | -       | -       | -       | 1            |
| 22e  | Ricardo Trivino          | -       | -       | 1       | 0       | Ab.     | -       | -       | -       | -       | -       | -       | -       | -       | 1            |
| 23e  | Peter van Merksteijn Jr. | -       | -       | -       | 1       | -       | -       | -       | -       | -       | -       | -       | -       | -       | 1            |

| Couleur | Résultat                                                         |
| ------- | ---------------------------------------------------------------- |
| Or      | Vainqueur                                                        |
| Argent  | 2e place                                                         |
| Bronze  | 3e place                                                         |
| Vert    | Classé, dans les points                                          |
| Bleu    | Classé, hors des points Non classé (Nc.)                         |
| Mauve   | Abandon (Ab.) Retrait (Re.)                                      |
| Noir    | Disqualifié (Dq.)                                                |
| Blanc   | N'a pas pris le départ (Np.) Forfait (Forf.) Épreuve annulée (A) |
| Aucune  | N'a pas participé (-)                                            |

3, 2, 1 : y compris les 3, 2 et 1 points attribués aux trois premiers de la spéciale télévisée (power stage).

### Classement des constructeurs
| Rang | Écurie                           | Rallyes | Rallyes | Rallyes | Rallyes | Rallyes | Rallyes | Rallyes | Rallyes | Rallyes | Rallyes | Rallyes | Rallyes | Rallyes | Total points |
| Rang | Écurie                           | MON     | SWE     | MEX     | POR     | ARG     | GRE     | NZL     | FIN     | GER     | GBR     | FRA     | ITA     | ESP     | Total points |
| ---- | -------------------------------- | ------- | ------- | ------- | ------- | ------- | ------- | ------- | ------- | ------- | ------- | ------- | ------- | ------- | ------------ |
| 1er  | Citroën Total World Rally Team   | 37      | 28      | 43      | 0       | 43      | -       | -       | -       | -       | -       | -       | -       | -       | 151          |
| 2e   | Ford World Rally Team            | 15      | 40      | 15      | 26      | 10      | -       | -       | -       | -       | -       | -       | -       | -       | 106          |
| 3e   | M-Sport Ford World Rally Team    | 16      | 12      | 10      | 31      | 12      | -       | -       | -       | -       | -       | -       | -       | -       | 81           |
| 4e   | Qatar World Rally Team           | -       | 8       | 8       | 15      | 6       | -       | -       | -       | -       | -       | -       | -       | -       | 37           |
| 5e   | Citroën Junior World Rally Team  | -       | -       | 6       | 12      | 12      | -       | -       | -       | -       | -       | -       | -       | -       | 30           |
| 6e   | Adapta World Rally Team          | -       | -       | 12      | -       | 15      | -       | -       | -       | -       | -       | -       | -       | -       | 27           |
| 7e   | Mini WRC Team†                   | 26      | 0       | -       | -       | -       | -       | -       | -       | -       | -       | -       | -       | -       | 26           |
| 8e   | Brazil World Rally Team          | -       | -       | -       | 10      | 0       | -       | -       | -       | -       | -       | -       | -       | -       | 10           |
| -    | Armindo Araújo World Rally Team‡ | 4       | -       | -       | -       | -       | -       | -       | -       | -       | -       | -       | -       | -       | 0            |
| -    | Palmeirinha Rally‡               | 2       | -       | -       | -       | -       | -       | -       | -       | -       | -       | -       | -       | -       | 0            |

Notes:
- † — Le Mini World Rallye Team a perdu son statut de constructeur en février quand BMW lui a retiré son support officiel. Le team conserve les points gagnés lors du Rallye Monte-Carlo 2012, bien que désormais non-inscrit en tant que constructeur officiel. Il est remplacé par le WRC Team Mini Portugal, qui devient le team officiel Mini supporté par l'usine[3].

.
- ‡ — Armindo Araújo World Rally Team and Palmeirinha Rally fusionnent pour former le WRC Team Mini Portugal. Les points marqués au championnat constructeurs lors du Rallye Monte-Carlo 2012 leur sont retirés[3].